# 孔绍逊
孔绍逊（1969年2月—），男，汉族，宁夏中宁人，中华人民共和国政治人物，1994年11月加入中国共产党，1991年7月参加工作，中国人民大学经济系本科毕业，中共中央党校在职研究生学历。现任中共中央办公厅副主任、中共中央办公厅秘书局局长。

## 经历
先后在宁夏回族自治区银川市人民政府办公室、政府为民解忧服务中心、自治区党委办公厅工作，曾任宁夏回族自治区银川市政府办公厅副处级秘书，中共宁夏回族自治区党委办公厅秘书处副处长、处长，自治区党委办公厅副主任，自治区党委副秘书长，全国青联委员，自治区青联副主席，中共中央办公厅机关党委副书记、纪委书记，人事局局长，定点扶贫工作领导小组副组长。1987年至1991年，在中国人民大学经济系学习。2003年至2006年，中共中央党校在职研究生。2009年任吴忠市委副书记。2009年12月任上海市迎世博600天行动城市管理指挥部副指挥，时任中共上海市委常委、秘书长丁薛祥。2010年12月，调入中共中央办公厅工作，时任中共中央办公厅副主任赵胜轩系孔绍逊中国人民大学校友。

## 中共二十大
2022年10月22日，坐在时任中共中央总书记习近平身旁的前总书记胡锦涛试图查看第二十届中央委员会名单，但被黑衣人和孔绍逊带离中共二十大闭幕会的会场。